# Charles Édouard Delort

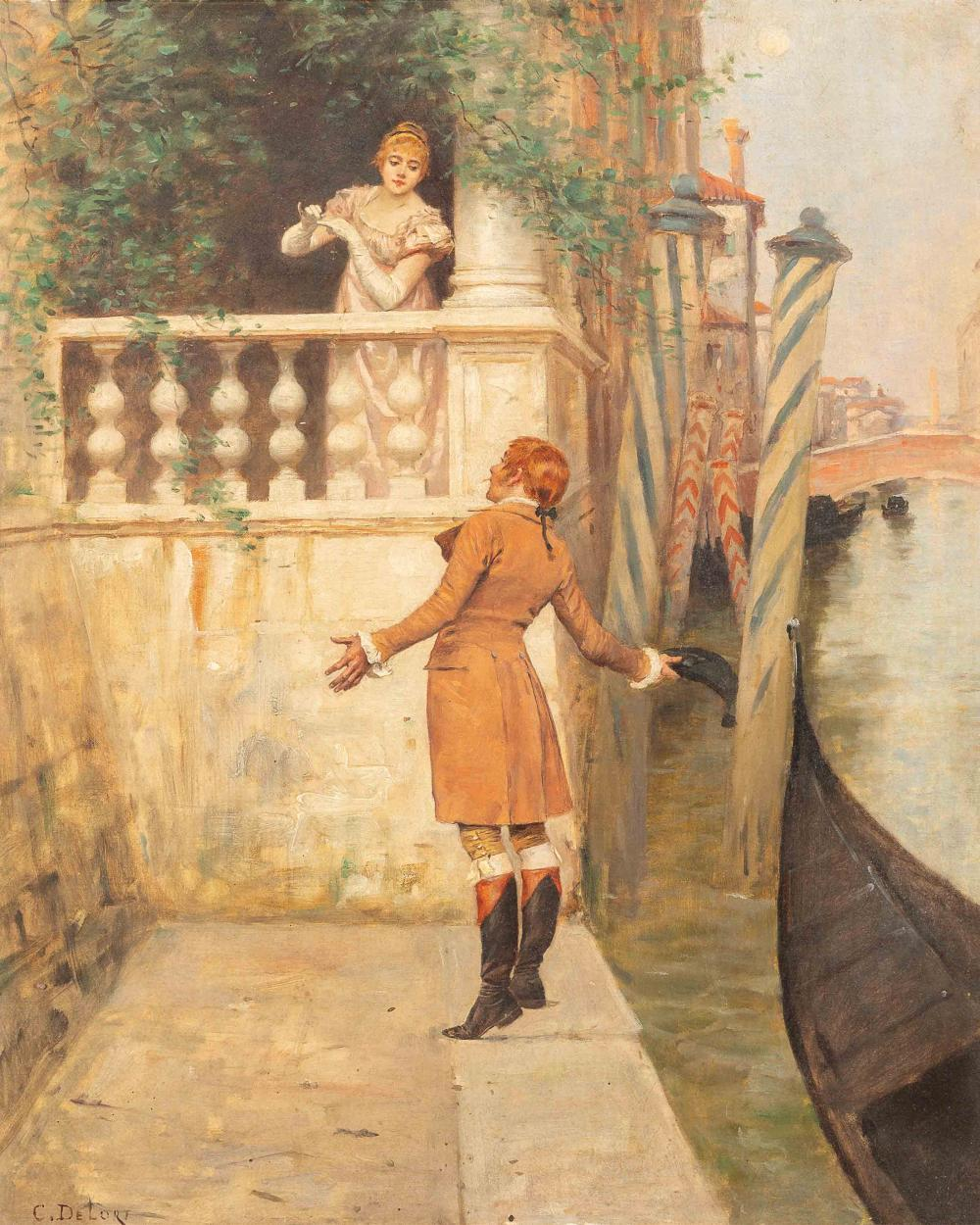
Romantisches Treffen in Venedig

Charles Édouard Delort (* 4. Februar 1841 in Nîmes; † 6. März 1895 in Saint-Eugène (Algerien)) war ein französischer Maler.
Dem Wunsch seines Vaters folgend, trat Charles Édouard Delort 1853 als Schüler in die Marineakademie ein. Er gab jedoch das Studium schnell auf, um sich einer künstlerischen Karriere zuzuwenden. Er zog 1859 nach Paris, wo Jean-Léon Gérôme, ein Malerfreund seiner Familie, seine Aufnahme in das Atelier von Charles Gleyre unterstützte.
1862 begleitete er Jean-Léon Geróme bei seiner Reise nach Ägypten. Nach seiner Rückkehr nach Paris nahm er erfolglos am Wettbewerb um den Prix de Rome teil. 
Delort zog nach La Nicotière in Bourron-Marlotte, wo er seinen Freund Armand Charnay (1844–1915) einlud, der sich 1871 im Dorf niederließ.
Er stellte 1864 zum ersten Mal im Salon de Paris aus und erhielt dort 1882 eine Medaille zweiter Klasse. Er lieferte 1887 Druckvorlagen für das amerikanische Scribner’s Magazine. Er wurde 1888 zum Ritter der Ehrenlegion ernannt.
Er starb in Bologhine (Saint-Eugène) bei Algier im Haus seines Bruders.